# 154 (nombre)
Cet article est relatif au nombre 154. Pour l'année, voir 154.
154 (cent cinquante-quatre) est l'entier naturel qui suit 153 et qui précède 155.

## Propriétés mathématiques
154 est :
- Un nombre pair ;
- Un nombre naturel, et donc également relatif, décimal, rationnel, constructible, algébrique, réel et complexe ;
- Un nombre composé ;
- Un nombre équidigital ;
- Un nombre 11-friable, et même 11-ultrafriable ;
- Un nombre déficient ;
- Un nombre sphénique ;
- Un nombre ennéagonal ;
- Un nombre nontotient ;
- Un nombre noncototient ;
- Un auto nombre.

## Années
L'expression « année 154 » peut désigner différentes années selon le calendrier :
| Calendrier                                      | Année équivalente du calendrier grégorien |
| ----------------------------------------------- | ----------------------------------------- |
| Grégorien, julien, julien révisé                | 154, 154 av. J.-C.                        |
| Hégirien                                        | 770/771                                   |
| Hébraïque                                       | -3607/-3606                               |
| Badīʿ                                           | 1997/1998                                 |
| Bouddhiste, thaïlandais                         | -390/-389                                 |
| Chinois (datation de Huángdì)                   | -2545                                     |
| Minguo, juche                                   | 2065                                      |
| Persan                                          | 775/776                                   |
| Saka, national indien                           | 232/233                                   |
| Ab Urbe condita                                 | -600/-599                                 |
| Berbère                                         | -796                                      |
| Holocène, CNCA                                  | -9847                                     |
| Séleucide d'Antioche                            | -159/-158                                 |
| Séleucide de Mésopotamie                        | -158/-157                                 |
| Arménien                                        | 705                                       |
| Bengali                                         | 747/748                                   |
| Byzantin                                        | -5356/-5355                               |
| Copte                                           | 437/438                                   |
| Coréen (comput depuis la fondation de Gojoseon) | -2180                                     |
| Fasciste                                        | 2075/2076                                 |
| Maçonnique                                      | -3847/-3846                               |
| Nanakshahi                                      | 1622                                      |
| 'Pataphysique                                   | 2026/2027                                 |
| Calendrier républicain                          | 1945/1946                                 |
| Rumi                                            | 738                                       |
| Tamoul                                          | -2949/-2948                               |

## Unités militaires
154 peut désigner :

### Royaume-Uni
- La 154e brigade d'infanterie (en), au sein de la 51e division d'infanterie (Highland) de la British Army, existante de 1902 à 1967, en service notamment durant les deux guerres mondiales

### Raj britannique
- Le 154e bataillon de parachutistes Gurkhas, au sein de la 50e brigade parachutiste de l'armée de terre indienne, existant de décembre 1942 à mars 1945[1]

### États-Unis

#### Garde nationale
- Le 154e régiment (Institut Régional de Formation) (en), ancien 154e régiment d'infanterie (créé en 1917 au sein de la 39e division d'infanterie durant la Première Guerre mondiale) de la Garde nationale de l'Arkansas, puis réformé en 1999 en tant que régiment de la Garde nationale du Mississippi
- La 154e escadre de la Garde nationale aérienne d'Hawaï[2]

#### Guerre de Sécession

##### Union
- Le 154e régiment d'infanterie volontaire de New York (en)[3]
- Le 154e régiment d'infanterie de l'Illinois[4]

##### Confédération
- Le 154e régiment d'infanterie sénior du Tennessee[5]

### Canada
- Le 154e bataillon (Stormont-Dundas-Glengarry) (en) du CEC, existant de 1915 à 1917 et en service durant la Première Guerre mondiale

### République populaire de Chine
- La 154e division (en) de l'Armée Populaire de Libération, existante du 1er novembre 1948 à juin 1951, en service durant la guerre civile chinoise

### Japon
- La 154e division (en), au sein de la 57e armée de l'Armée impériale japonaise, existante du 8 avril au 15 août 1945, en service durant la Seconde Guerre mondiale

### Ukraine
- La 154e brigade mécanisée de l'armée de terre ukrainienne, constituée en 2023

### France
- La 154e division d'infanterie de l'armée de terre française, créée le 17 mars 1915, en service durant la Première Guerre mondiale
- La 154e demi-brigade de première formation de l'armée de terre française, créée le 11 floréal an III (30 avril 1795) sous la Révolution, plus tard devenue le 154e régiment d'infanterie
- Le 154e régiment d'infanterie de l'armée de terre française créé sous la Révolution à partir de la 154e demi-brigade de première formation

### Italie
- La 154e division d'infanterie Murge[6] de l'armée de terre italienne, existante du 1er décembre 1941 au 14 septembre 1943, et en son sein :
  - Le 154e régiment d'artillerie
  - Le 154e bataillon du génie
  - Le 154e bataillon de mitrailleurs
- Le 154e régiment d'infanterie, au sein de la brigata Novara de l'armée de terre italienne durant la Première Guerre mondiale, constitué le 1er mars 1915[7],[8]

### Russie
- Le 154e régiment autonome d'infanterie, ou régiment Préobrajenski, de l'armée de terre russe

### Allemagne nazie
- La 154e division de réserve de la Wehrmacht, créée le 15 septembre 1942 durant la Seconde Guerre mondiale et qui deviendra la 154e division de formation de campagne
- La 154e division de formation de campagne de la Wehrmacht, créée en octobre 1944 durant la Seconde Guerre mondiale à partir de la 154e division de réserve et qui deviendra la 154e division d'infanterie
- La 154e division d'infanterie de la Wehrmacht, créée le 11 février 1945 durant la Seconde Guerre mondiale à partir de la 154e division de formation de campagne
- Le Kampfgeschwader 154 Boelcke (154e escadron de bombardiers), unité de bombardiers de la Luftwaffe pendant la Seconde Guerre mondiale

### Empire Galactique (Star Wars)
- Le 154e bataillon d'opérations spéciales de la Grande Armée[9]

## Lignes de chemins de fer
154 peut désigner :
- La ligne 154 des chemins de fer belges
- La ligne 154 du réseau ferroviaire national hongrois
- La ligne 154 des chemins de fer slovaques
- Le numéro de profil de la ligne suisse « Furet (bif) - Jonction », segment de la CEVA

## Lignes de bus
154 peut désigner :

### France
- La ligne de bus Noctilien N154 de la RATP
- La ligne de bus 154 en Charente-Maritime, desservant Saint-Pierre-la-Noue et Surgères[10]

### Italie
- La ligne 154 du TPER (Trasporto Passegeri Emilia-Romagna)[11], reliant Imola à Argenta par Massa Lombarda et Conselice
- La ligne 154 en province de Pavie[12], reliant Voghera à Garlasco par Sannazzaro et Dorno
- La ligne 154 de l'ANM (Azienda Napoletana Mobilità (it)), à Naples[13]

### Québec
- La ligne 154 - Sainte-Catherine d'Exo dans la Couronne Sud de Montréal[14]

### Espagne
- La ligne 154 à Madrid, reliant Madrid à San Sebastián de los Reyes[15]

### Argentine
- La ligne 154 à Buenos Aires[16]

## Voies routières
154 peut désigner :

### France

#### Autoroutes
- L'autoroute A154

#### Routes nationales
- La route nationale 154

#### Routes départementales
- La route départementale 154 dans le Pas-de-Calais[17]
- La route départementale 154 dans la Manche[18]
- La route départementale 154 dans les Yvelines

### Espagne
- La route nationale 154

### Italie
- L'ancienne route nationale (strada statale) 154 (it)

### Brésil
- La route fédérale BR-154

## Communes
154 peut désigner les communes de :

### France (Code Insee)
- Étrez (ancienne commune), dans l'Ain (01154)[19]
- Chacrise, dans l'Aisne (02154)[20]
- Luneau, dans l'Allier (03154)[21]
- Pontis, dans les Alpes-de-Haute-Provence (04154)[22]
- Saint-Pierre d'Argençon, dans les Hautes-Alpes (05154)[23]
- Valderoure, dans les Alpes-Maritimes (06154)[24]
- Mazan-l'Abbaye, en Ardèche (07154)[25]
- Estrebay, dans les Ardennes (08154)[26]
- Larbont, en Ariège (09154)[27]
- Fontenay-de-Bossery, dans l'Aube (10154)[28]
- Fournes-Cabardès, dans l'Aude (11154)[29]
- Montlaur, dans l'Aveyron (12154)[30]
- La Chapelle-Yvon (ancienne commune), dans le Calvados (14154)[31]
- Polminhac, dans le Cantal (15154)[32]
- Gond-Pontouvre, dans la Charente (16154)[33]
- Les Essards, en Charente-Maritime (17154)[34]
- Mornay-Berry, dans le Cher (18154)[35]
- Orgnac-sur-Vézère, dans la Corrèze (19154)[36]
- Marignana, en Corse-du-Sud (20154)[37]
- Châtillon-sur-Seine, en Côte-d'Or (21154)[38]
- Morieux (ancienne commune), dans les Côtes-d'Armor (22154)[39]
- Pionnat, dans la Creuse (23154)[40]
- Douchapt, en Dordogne (24154)[41]
- Chouzelot, dans le Doubs (25154)[42]
- Lachau, dans la Drôme (26154)[43]
- Chavigny-Bailleul, dans l'Eure (27154)[44]
- Fontaine-la-Guyon, en Eur-et-Loir (28154)[45]
- Nizon, dans le Finistère (29154)[46]
- Mandagout, dans le Gard (30154)[47]
- Cauledoux, en Haute-Garonne (31154)[48]
- Homps, dans le Gers (32154)[49]
- Les Églisottes-et-Chalaures, dans la Gironde (33154)[50]
- Mauguio, dans l'Hérault (34154)[51]
- Livré-sur-Changeon, en Ille-et-Vilaine (35154)[52]
- Le Pêchereau, dans l'Indre (36154)[53]
- Montbazon, en Indre-et-Loire (37154)[54]
- Entraigues, dans l'Isère (38154)[55]
- Clairvaux-les-Lacs, dans le Jura (39154)[56]
- Lévignacq, dans les Landes (40154)[57]
- Morée, en Loir-et-Cher (41154)[58]
- Néronde, dans la Loire (42154)[59]
- Pradelles, en Haute-Loire (43154)[60]
- Saint-Brévin-les-Pins, en Loire-Atlantique (44154)[61]
- Gidy, dans le Loiret (45154)[62]
- Laramière, dans le Lot (46154)[63]
- Lusignan-Petit, en Lot-et-Garonne (47154)[64]
- Saint-Georges-de-Lévéjac (ancienne commune), en Lozère (48154)[65]
- Grézillé, en Maine-et-Loire (49154)[66]
- La Croix-Avranchin (ancienne commune), dans la Manche (50154)[67]
- Clamanges, dans la Marne (51154)[68]
- Crenay, en Haute-Marne (52154)[69]
- Montaudin, dans la Mayenne (53154)[70]
- Deneuvre, en Meurthe-et-Moselle (54154)[71]
- Dieue-sur-Meuse, dans la Meuse (55154)[72]
- Peillac, dans le Morbihan (56154)[73]
- Coume, en Moselle (57154)[74]
- La Maison-Dieu, dans la Nièvre (58154)[75]
- Coudekerque-Village (ancienne commune), dans le Nord (59154)[76]
- Cinqueux, dans l'Oise (60154)[77]
- Eperrais (ancienne commune), dans l'Orne (61154)[78]
- Bonnières, dans le Pas-de-Calais (62154)[79]
- Espirat, dans le Puy-de-Dôme (63154)[80]
- Bussunarits-Sarrasquette, dans les Pyrénées-Atlantique (64154)[81]
- Créchets, dans les Hautes-Pyrénées (65154)[82]
- Puyvalador, dans les Pyrénées-Orientales (66154)[83]
- Gerstheim, dans le Bas-Rhin (67154)[84]
- Illzach, dans le Haut-Rhin (68154)[85]
- Pollionnay, dans le Rhône (69154)[86]
- Cirey, en Haute-Saône (70154)[87]
- Crissey, en Saône-et-Loire (71154)[88]
- La Flèche, dans la Sarthe (72154)[89]
- Mercury, en Savoie (73154)[90]
- Lugrin, en Haute-Savoie (74154)[91]
- Campneuseville, en Seine-Maritime (76154)[92]
- Dammartin-sur-Tigeaux, en Seine-et-Marne (77154)[93]
- Loubillé, dans les Deux-Sèvres (79154)[94]
- Bussu, dans la Somme (80154)[95]
- Marnaves, dans le Tarn (81154)[96]
- Saint-Amans-de-Pellagal, dans le Tarn-et-Garonne (82154)[97]
- Saint-Antonin-du-Var, dans le Var (83154)[98]
- Mouilleron-Saint-Germain, en Vendée (85154)[99]
- Mazeuil, dans la Vienne (86154)[100]
- Saint-Junien, en Haute-Vienne (87154)[101]
- Domrémy-la-Pucelle, dans les Vosges (88154)[102], village natal de Jeanne d'Arc
- Escamps, dans l'Yonne (89154)[103]
- Chennevières-lès-Louvre, dans le Val-d'Oise (95154)[104]

## Moyens de transport
154 peut désigner :
- Le numéro de modèle d'un avion soviétique, le Tupolev Tu-154
- Le numéro de modèle d'un autobus soviétique, le ZIS-154
- Le nom de trois sous-marins de guerre allemands (les Unterseeboot 154) :
  - L'Unterseeboot 154, en service durant la Première Guerre mondiale, coulé le 11 mai 1918
  - L'Unterseeboot UB-154, sous-marin de type UB III posé en 1917
  - L'Unterseeboot 154, en service durant la Seconde Guerre mondiale, coulé le 3 juillet 1944 ; également le nom de l'incident du U-154 impliquant ce même appareil
- Le numéro de modèle d'un avion militaire allemand, le Focke-Wulf Ta 154 Moskito, en service durant la fin de la Seconde Guerre mondiale
- Le numéro de modèle d'un avion militaire français, le Bloch MB.154, en service durant la Seconde Guerre mondiale
- Le nom d'un prototype de chasseur à réaction soviétique, le Lavotchkine La-154 (en russe : Лавочкин Ла-154)
- Cosmos 154 (en), un vaisseau spatial d'essai soviétique

## Astronomie
154 peut désigner :
- Ross 154, ou V1216 Sagittarii, étoile naine rouge proche du Soleil de la constellation du Sagittaire, distante de ∼ 9,71 a.l. (∼ 2,98 pc)[105] ; également système planétaire de départ dans le jeu vidéo Frontier: Elite II[106]
- (154) Bertha, astéroïde de la ceinture principale découvert par les frères Paul-Pierre et Prosper-Mathieu Henry le 4 novembre 1875
- NGC 154, galaxie lenticulaire ou elliptique située dans la constellation de la Baleine
- Sh2-154, nébuleuse en émission de la constellation de Céphée
- LBN 154, autre nom de Sh2-98, nébuleuse en émission visible dans la constellation du Cygne
- 154P/Brewington, ou comète Brewington, comète périodique du système solaire

## Culture
154 peut désigner :

### Musique
- La cantate BWV 154, ou Mein liebster Jesus ist verloren (Jésus, mon bien-aimé est perdu), de Johann Sebastian Bach
- La sonate K. 154 en si bémol majeur de Domenico Scarlatti
- L'album 154, troisième album du groupe Wire, sorti en 1979

### Autres domaines culturels
- Le nombre des Sonnets de Shakespeare, et donc également le nom du Sonnet 154

- Le psaume surnuméraire 154

## Physique
154 peut désigner :
- Le numéro atomique de l'élément théorique unpentquadium

### Isotopes
- Un isotope de l'europium, l'europium 154
- Un isotope du dysprosium, le dysprosium 154

## Distances
154 peut se rapporter à :
- La longueur en kilomètres de la frontière entre l'Angleterre et l'Écosse
- La longueur en kilomètres de la 11e étape du Tour de France 2025

## Sommets
154 peut se rapporter à :
- La hauteur en mètres du coteau de Boismorand, dans la commune de Chevanceaux en France, plus haut sommet de tout le sud de la Charente-Maritime
- La hauteur en mètres du sommet Charly des Bois en Belgique
- La hauteur en mètres de la Côte de la Fontaine de Jouvence en Belgique
- La hauteur en mètres du mont Kemmel en Belgique

## Autres
154 peut également se rapporter à :
- La Fondation 154 pour l'Enfance, l'Éducation et l'Environnement[107],[108], créée le 27 novembre 2015 et placée sous l'égide de la fondation Notre-Dame
- Le radical 154 du dictionnaire de caractères du Kangxi, signifiant coquille et comptant sept traits
- L'OKB-154, un bureau d’études de l’URSS
- Le poids, en livres, constitutant la limite haute de la catégorie des poids super-welters
- L'AGM-154 Joint Standoff Weapon, ou JSOW, bombe guidée planante américaine
- La loi 154/1998 Sb.[109] concernant le drapeau de la Tchéquie
- Le code de la couleur prune en fil à broder
- Le code numérique de l'Europe du Nord (Europe septentrionale) dans le schéma géographique des Nations unies pour l'Europe
- Le nombre de morts de l'accident du vol Gol 1907 du 29 septembre 2006
- La résolution 154 du Conseil de sécurité de l'ONU du 23 août 1960 relative à la Centrafrique et recommandant à l'Assemblée générale des Nations unies d'admettre ce pays comme nouveau membre
- Le nombre de magasins Tesco présents en Slovaquie